# 路易斯堡广场
路易斯堡广场（Louisburg Square）是美国波士顿的一个私人广场，向波士顿市纳税，但并不属于波士顿市所有。广场得名于1745年路易斯堡战役。
广场本身是一个铸铁栏杆环绕的小型草地，北端为哥伦布雕像，而南端为阿里斯提德雕像。
广场周围的希腊复兴住宅反映了19世纪灯塔山上流社会的审美趣味。2014年，这是美国最昂贵的住宅社区之一，2011年售价达 $11,500,000。2012年售价达$11,000,000。该广场经常见于旅游指南。约翰·克里也在此拥有住宅。

## 图片

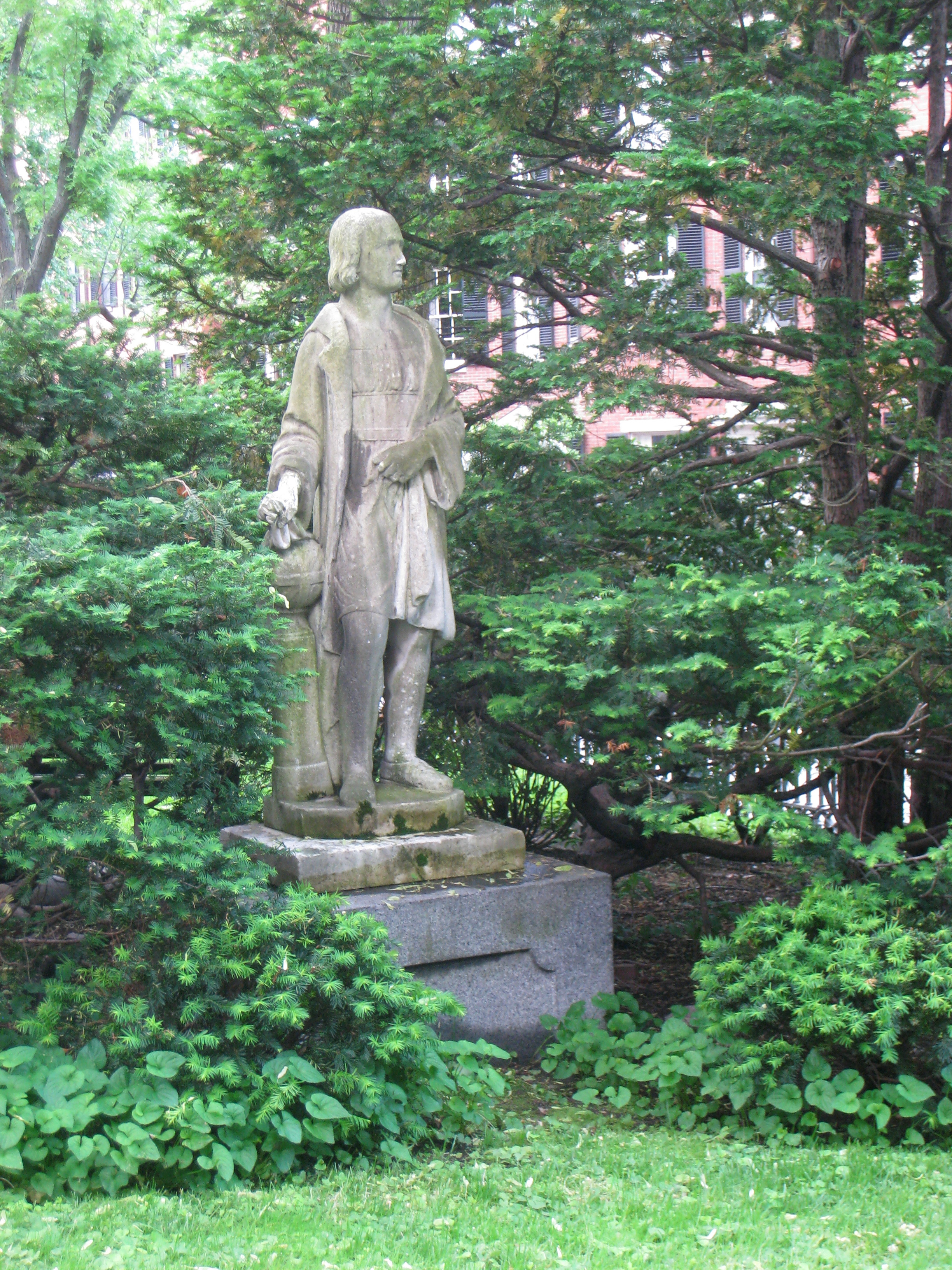
2009
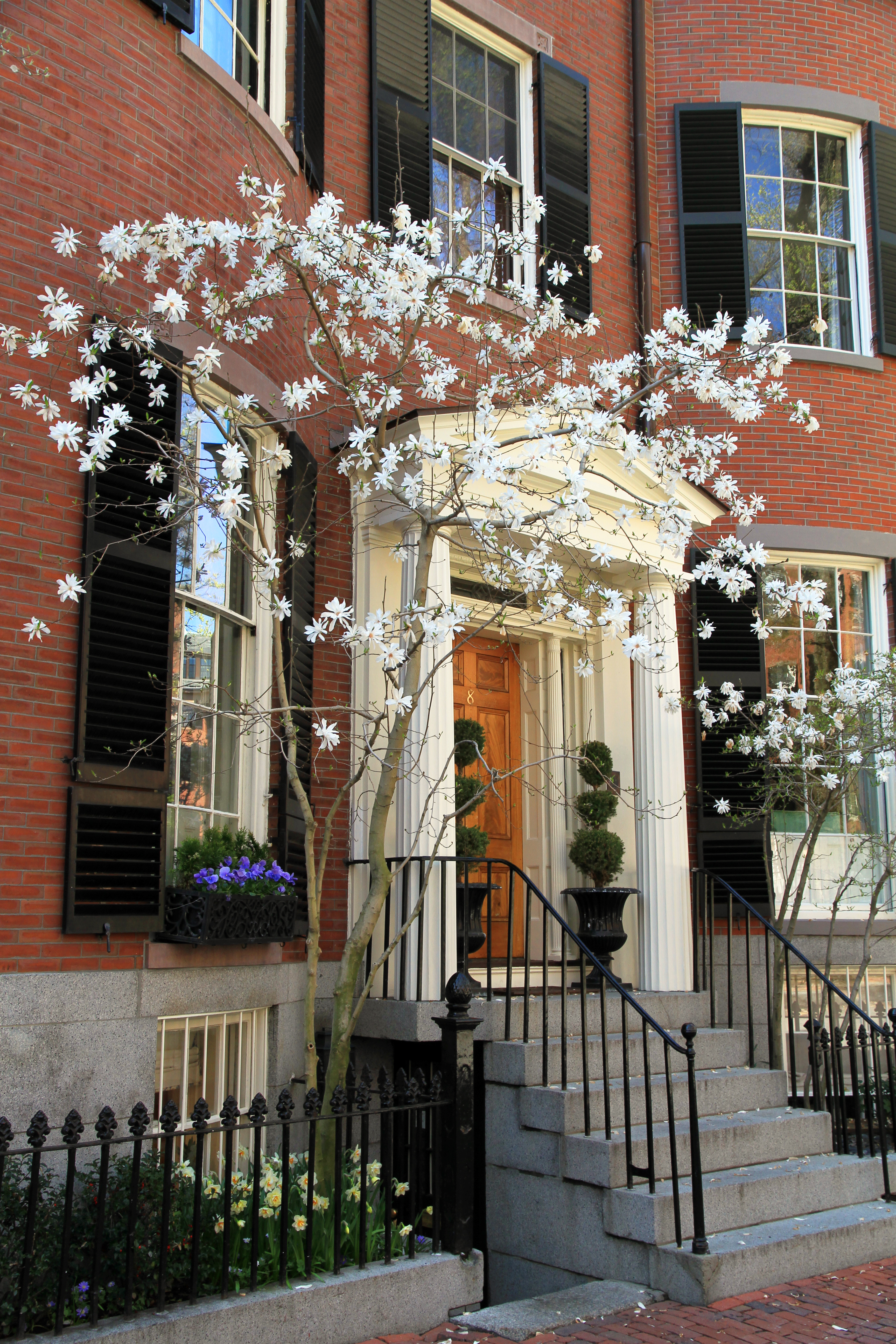
2013